# Stadion 650-lecia w Słupsku
Stadion 650-lecia w Słupsku – wielofunkcyjny stadion położony na wschód od Śródmieścia Słupska przy ulicy Madalińskiego.
Stadion został otwarty w 15 sierpnia 1926 w obecności Paula von Hindenburga, ówczesnego prezydenta Republiki Weimarskiej, i nadano mu jego imię. Po II wojnie światowej obiekt ponownie otwarto 22 lipca 1960 roku po rocznej modernizacji – stadion zyskał wówczas obecną nazwę nawiązującą do obchodów 650-lecia istnienia Słupska. W latach 80. XX wieku bieżnia stadionu została wyposażona w tartan. Obecnie bieżnia pokryta została tworzywem Mondo.